# Troisième district congressionnel du New Jersey
Le 3e district congressionnel du New Jersey est représenté par le Démocrate Andy Kim de Moorestown qui siège au Congrès depuis 2019.
Selon la carte du recensement de 2020, le 3e district a perdu toutes ses villes du Comté d'Ocean et a gagné plusieurs villes du Comté de Burlington, du Comté de Mercer et du Comté de Monmouth.

## Comtés et municipalités dans le district
Pour le 118e Congrès et les successifs (basés sur le redécoupage à la suite du recensement de 2020), le district contient tout ou partie de trois comtés et 53 municipalités.

### Comté de Burlington(38)
Bass River, Beverly, Bordentown, Bordentown Township, Burlington, Burlington Township, Chesterfield Township, Cinnaminson Township, Delanco Township, Delran Township, Eastampton Township, Edgewater Park, Evesham Township, Fieldsboro, Florence Township, Hainesport Township, Lumberton, Mansfield Township, Medford Lakes, Medford, Moorestown, Mount Holly Township, Mount Laurel, New Hanover Township, North Hanover Township, Pemberton, Pemberton Township, Riverside Township, Riverton, Shamong Township, Southampton Township, Springfield Township, Tabernacle Township, Washington Township, Westampton, Willingsboro Township, Woodland Township, Wrightstown.

### Comté de Mercer(5)
East Windsor, Hamilton, Hightstown, Lawrence, Robbinsville.

### Comté de Monmouth(10)
Allentown, Englishtown, Freehold Borough, Freehold Township (en partie ; également le 4e), Holmdel, Manalapan, Marlboro, Millstone, Roosevelt, Upper Freehold.

## Historique de vote
| Année | Poste      | Résultats                |
| ----- | ---------- | ------------------------ |
| 2016  | Président  | Clinton 53,0 % - 43,5 %  |
| 2017  | Gouverneur | Murphy 53,0 % - 45,2 %   |
| 2018  | Sénat      | Menendez 50,8 % - 45,9 % |
| 2020  | Président  | Biden 56,4 % - 42,3 %    |
| 2020  | Sénat      | Booker 55,6 % - 43,0 %   |
| 2021  | Gouverneur | Murphy 50,5 % - 48,8 %   |

### Résultats selon les précédents frontières
| Année | Poste      | Résultats                   |
| ----- | ---------- | --------------------------- |
| 2000  | Président  | Gore 54,0 % – 43,0 %        |
| 2004  | Président  | Bush 51,0 % – 49,0 %        |
| 2008  | Président  | Obama 52,0 % – 47,0 %       |
| 2012  | Président  | Obama 52,0 % – 47,0 %       |
| 2016  | Président  | Trump 51,0 % – 45,0 %       |
| 2017  | Gouverneur | Guadagno 51,3 % - 46,7 %    |
| 2020  | Président  | Trump 49,4 % – 49,2 %       |
| 2020  | Sénat      | Rik Mehta 49,4 % - 49,0 %   |
| 2021  | Gouverneur | Ciattarelli 56,2 % - 42,5 % |

## Liste des Représentants du district

### 1799 - 1801: Un siège
| Membre                                                | Parti                 | Années                    | Congrès | Histoire électorale   | Zone géographique     |
| ----------------------------------------------------- | --------------------- | ------------------------- | ------- | --------------------- | --------------------- |
| District redécoupé depuis le district-large en 1799   |                       |                           |         |                       |                       |
| James Linn (en)                                       | Républicain-Démocrate | 4 mars 1799 - 3 mars 1801 | 6e      | Élu en 1798. Retrait. | Hunterdon et Somerset |
| District redécoupé vers le district at-large en 1801. |                       |                           |         |                       |                       |

### 1813 - 1815: Deux sièges
| 4 mars 1813 - 20 mai 1814     | 13 | William Coxe Jr. (en) | Fédéraliste | Elected in 1813. Retired. | Jacob Hufty (en)  | Fédéraliste           | Redécoupage depuis le district at-large et réélu en 1813. Décès. | Burlington, Cape May, Cumberland, Gloucester et Salem |
| 20 mai 1814 - 2 novembre 1814 | 13 | William Coxe Jr. (en) | Fédéraliste | Elected in 1813. Retired. | Vacant            | Vacant                | Vacant                                                           | Burlington, Cape May, Cumberland, Gloucester et Salem |
| 2 novembre 1814 - 3 mars 1815 | 13 | William Coxe Jr. (en) | Fédéraliste | Elected in 1813. Retired. | Thomas Bines (en) | Républicain-Démocrate | Élu pour terminer le mandat d'Hufty. Retrait.                    | Burlington, Cape May, Cumberland, Gloucester et Salem |

District redécoupé vers le district at-large en 1815.

### 1843 - Présent: Un siège
| Membre                          | Parti                          | Années                           | Années                                                          | Histoire électorale | Zone géographique |
| ------------------------------- | ------------------------------ | -------------------------------- | --------------------------------------------------------------- | --- | --- |
| District établit le 4 mars 1843 |                                |                                  |                                                                 | | |
| Isaac G. Farlee (en)            | Démocrate                      | 4 mars 1843 - 3 mars 1845        | 28e                                                             | Élu en 1842. Perd sa réélection. | 1843–1845 Hunterdon, Sussex et Warren |
| John Runk (en)                  | Whig                           | 4 mars 1845 - 3 mars 1847        | 29e                                                             | Élu en 1844. Perd sa réélection. | 1845–1847 Hunterdon, Mercer, Middlesex et Somerset |
| Joseph E. Edsall (en)           | Démocrate                      | 4 mars 1847 - 3 mars 1849        | 30e Redécoupage depuis le 4edistrict et réélu en 1846. Retrait. | 1847–1853 Hunterdon, Sussex et Warren | |
| Isaac Wildrick (en)             | Démocrate                      | 4 mars 1849 - 3 mars 1853        | 31e , 32e                                                       | 1847–1853 Hunterdon, Sussex et Warren | Élu en 1848. Réélu en 1850. Retrait. |
| Samuel Lilly (en)               | Démocrate                      | 4 mars 1853 - 3 mars 1855        | 33e                                                             | Élu en 1852. Retrait. | 1853–1863 Hunterdon, Middlesex, Somerset et Warren |
| James Bishop (en)               | Opposition (États du Sud) (en) | 4 mars 1855 - 3 mars 1857        | 34e                                                             | Élu en 1854. Perd sa réélection. | 1853–1863 Hunterdon, Middlesex, Somerset et Warren |
| Garnett Adrian (en)             | Démocrate                      | 4 mars 1857 - 3 mars 1859        | 35e , 36e                                                       | Élu en 1856. Réélu en 1858. Retrait. | 1853–1863 Hunterdon, Middlesex, Somerset et Warren |
| Garnett Adrian (en)             | Constitution de Lecompton      | 4 mars 1859 - 3 mars 1861        | 35e , 36e                                                       | Élu en 1856. Réélu en 1858. Retrait. | 1853–1863 Hunterdon, Middlesex, Somerset et Warren |
| William G. Steele (en)          | Démocrate                      | 4 mars 1861 - 3 mars 1865        | 37e , 38e                                                       | Élu en 1860. Réélu en 1862. Retrait. | 1853–1863 Hunterdon, Middlesex, Somerset et Warren |
| William G. Steele (en)          | Démocrate                      | 4 mars 1861 - 3 mars 1865        | 37e , 38e                                                       | Élu en 1860. Réélu en 1862. Retrait. | 1863–1873 Hunterdon, Middlesex, Somerset, Union et Warren |
| Charles Sitgreaves (en)         | Démocrate                      | 4 mars 1865 - 3 mars 1869        | 39e , 40e                                                       | Élu en 1864. Réélu en 1866. Retrait. | |
| John T. Bird (en)               | Démocrate                      | 4 mars 1869 - 3 mars 1873        | 41e , 42e                                                       | Élu en 1868. Réélu en 1870. Retrait. | |
| Amos Clark Jr. (en)             | Républicain                    | 4 mars 1873 - 3 mars 1875        | 43e                                                             | Élu en 1872. Perd sa réélection. | 1873–1893 Hunterdon, Monmouth et Union |
| Miles Ross (en)                 | Démocrate                      | 4 mars 1875 - 3 mars 1883        | 44e - 47e                                                       | Élu en 1874. Réélu en 1876. Réélu en 1878. Réélu en 1880. Perd sa réélection. | 1873–1893 Hunterdon, Monmouth et Union |
| John Kean (en)                  | Républicain                    | 4 mars 1883 - 3 mars 1885        | 48e                                                             | Élu en 1882. Perd sa réélection. | 1873–1893 Hunterdon, Monmouth et Union |
| Miles Ross (en)                 | Démocrate                      | 4 mars 1885 - 17 janvier 1887    | 49e                                                             | Élu en 1884. Retrait pour se présenter comme Gouverneur et démissionne lorsqu'élu. | 1873–1893 Hunterdon, Monmouth et Union |
| Vacant                          | Vacant                         | 17 janvier 1887 - 3 mars 1887    | 49e                                                             | | 1873–1893 Hunterdon, Monmouth et Union |
| John Kean (en)                  | Républicain                    | 4 mars 1887 - 3 mars 1889        | 50e                                                             | Élu en 1886. Perd sa réélection. | 1873–1893 Hunterdon, Monmouth et Union |
| Jacob A. Geissenhainer (en)     | Démocrate                      | 4 mars 1889 - 3 mars 1895        | 51e - 53e                                                       | Élu en 1888. Réélu en 1890. Réélu en 1892. Perd sa réélection. | 1873–1893 Hunterdon, Monmouth et Union |
| Jacob A. Geissenhainer (en)     | Démocrate                      | 4 mars 1889 - 3 mars 1895        | 51e - 53e                                                       | Élu en 1888. Réélu en 1890. Réélu en 1892. Perd sa réélection. | 1893–1903 Middlesex, Monmouth et Somerset |
| Benjamin G. Howell (en)         | Républicain                    | 4 mars 1895 - 3 mars 1911        | 54e - 61e                                                       | Élu en 1894. Réélu en 1896. Réélu en 1898. Réélu en 1900. Réélu en 1902. Réélu en 1904. Réélu en 1906. Réélu en 1908. Perd sa réélection.                                                | |
| Benjamin G. Howell (en)         | Républicain                    | 4 mars 1895 - 3 mars 1911        | 54e - 61e                                                       | Élu en 1894. Réélu en 1896. Réélu en 1898. Réélu en 1900. Réélu en 1902. Réélu en 1904. Réélu en 1906. Réélu en 1908. Perd sa réélection.                                                | 1903–1933 Middlesex, Monmouth et Oceon |
| Thomas J. Scully (en)           | Démocrate                      | 4 mars 1911 - 3 mars 1921        | 62e - 66e                                                       | Élu en 1910. Réélu en 1912. Réélu en 1914. Réélu en 1916. Réélu en 1918. Retrait. | |
| T. Frank Appleby (en)           | Républicain                    | 4 mars 1921 - 3 mars 1923        | 67e                                                             | Élu en 1920. Perd sa réélection. | |
| Elmer H. Geran (en)             | Démocrate                      | 4 mars 1923 - 3 mars 1925        | 68e                                                             | Élu en 1922. Perd sa réélection. | |
| Vacant                          | Vacant                         | 3 mars 1925 - 3 novembre 1925    | 69e                                                             | Le membre-élu (et ancien membre) T. Frank Appleby décède le 15 décembre 1924. | |
| Steward H. Appleby (en)         | Républicain                    | 3 novembre 1925 - 3 mars 1927    | 69e                                                             | Élu pour terminer le mandat de son père. Retrait. | |
| Harold G. Hoffman (en)          | Républicain                    | 4 mars 1927 - 3 mars 1931        | 70e , 71e                                                       | Élu en 1926. Réélu en 1928. Retrait pour devenir le Commissaire aux Véhicules Motorisés du New Jersey.                                                                                   | |
| William H. Sutphin (en)         | Démocrate                      | 4 mars 1931 - 3 janvier 1943     | 72e - 77e                                                       | Élu en 1930. Réélu en 1932. Réélu en 1934. Réélu en 1936. Réélu en 1938. Réélu en 1940. Perd sa réélection.                                                                              | |
| William H. Sutphin (en)         | Démocrate                      | 4 mars 1931 - 3 janvier 1943     | 72e - 77e                                                       | Élu en 1930. Réélu en 1932. Réélu en 1934. Réélu en 1936. Réélu en 1938. Réélu en 1940. Perd sa réélection.                                                                              | 1933–1943 Monmouth, Ocean et Middlesex (partie du Sud de la Raritan River)                                                                                      |
| James C. Aunchincloss (en)      | Républicain                    | 3 janvier 1943 - 3 janvier 1965  | 78e - 88e                                                       | Élu en 1942. Réélu en 1944. Réélu en 1946. Réélu en 1948. Réélu en 1950. Réélu en 1952. Réélu en 1954. Réélu en 1956. Réélu en 1958. Réélu en 1960. Réélu en 1962. Retrait.              | 1943–1963: |
| James C. Aunchincloss (en)      | Républicain                    | 3 janvier 1943 - 3 janvier 1965  | 78e - 88e                                                       | Élu en 1942. Réélu en 1944. Réélu en 1946. Réélu en 1948. Réélu en 1950. Réélu en 1952. Réélu en 1954. Réélu en 1956. Réélu en 1958. Réélu en 1960. Réélu en 1962. Retrait.              | 1963–1965 Monmouth et Ocean |
| James J. Howard (en)            | Démocrate                      | 3 janvier 1965 - 25 mars 1988    | 898e - 100e                                                     | Élu en 1964. Réélu en 1966. Réélu en 1968. Réélu en 1970. Réélu en 1972. Réélu en 1974. Réélu en 1976. Réélu en 1978. Réélu en 1980. Réélu en 1982. Réélu en 1984. Réélu en 1986. Décès. | |
| James J. Howard (en)            | Démocrate                      | 3 janvier 1965 - 25 mars 1988    | 898e - 100e                                                     | Élu en 1964. Réélu en 1966. Réélu en 1968. Réélu en 1970. Réélu en 1972. Réélu en 1974. Réélu en 1976. Réélu en 1978. Réélu en 1980. Réélu en 1982. Réélu en 1984. Réélu en 1986. Décès. | 1967–1969: Monmouth, Middlesex (en partie, Sayreville, South Amboy et Old Bridge) et des parties d'Ocean (Jackson, Lakewood et Plumsted)                        |
| James J. Howard (en)            | Démocrate                      | 3 janvier 1965 - 25 mars 1988    | 898e - 100e                                                     | Élu en 1964. Réélu en 1966. Réélu en 1968. Réélu en 1970. Réélu en 1972. Réélu en 1974. Réélu en 1976. Réélu en 1978. Réélu en 1980. Réélu en 1982. Réélu en 1984. Réélu en 1986. Décès. | 1969–1973 Monmouth, Middlesex (en partie, Old Bridge) et des parties d'Ocean (Jackson, Lakewood et Plumsted)                                                    |
| James J. Howard (en)            | Démocrate                      | 3 janvier 1965 - 25 mars 1988    | 898e - 100e                                                     | Élu en 1964. Réélu en 1966. Réélu en 1968. Réélu en 1970. Réélu en 1972. Réélu en 1974. Réélu en 1976. Réélu en 1978. Réélu en 1980. Réélu en 1982. Réélu en 1984. Réélu en 1986. Décès. | 1973–1975 |
| James J. Howard (en)            | Démocrate                      | 3 janvier 1965 - 25 mars 1988    | 898e - 100e                                                     | Élu en 1964. Réélu en 1966. Réélu en 1968. Réélu en 1970. Réélu en 1972. Réélu en 1974. Réélu en 1976. Réélu en 1978. Réélu en 1980. Réélu en 1982. Réélu en 1984. Réélu en 1986. Décès. | 1975–1983 Monmouth (à l'exception d'Aberdeen, Allentown, Roosevelt et Upper Freehold) et des parties d'Ocean (Lakewood, Point Pleasant et Point Pleasant Beach) |
| James J. Howard (en)            | Démocrate                      | 3 janvier 1965 - 25 mars 1988    | 898e - 100e                                                     | Élu en 1964. Réélu en 1966. Réélu en 1968. Réélu en 1970. Réélu en 1972. Réélu en 1974. Réélu en 1976. Réélu en 1978. Réélu en 1980. Réélu en 1982. Réélu en 1984. Réélu en 1986. Décès. | 1983–? Parties de Middlesex, Monmouth et Ocean |
| James J. Howard (en)            | Démocrate                      | 3 janvier 1965 - 25 mars 1988    | 898e - 100e                                                     | Élu en 1964. Réélu en 1966. Réélu en 1968. Réélu en 1970. Réélu en 1972. Réélu en 1974. Réélu en 1976. Réélu en 1978. Réélu en 1980. Réélu en 1982. Réélu en 1984. Réélu en 1986. Décès. | ?–1993 Parties côtières de Monmouth et Ocean |
| Vacant                          | Vacant                         | 25 mars 1988 - 8 novembre 1988   | 100e                                                            | | |
| Frank Pallone                   | Démocrate                      | 8 novembre 1988 - 3 janvier 1993 | 100e - 102e                                                     | Élu pour terminer le mandat d'Howard. Élu pour un mandat complet. Réélu en 1990. Redécoupage vers le 6e district.                                                                        | |
| Jim Saxton (en)                 | Républicain                    | 3 janvier 1993 - 3 janvier 2009  | 103e - 110e                                                     | Redécoupage depuis le 13e district et réélu en 1992. Réélu en 1994. Réélu en 1996. Réélu en 1998. Réélu en 2000. Réélu en 2002. Réélu en 2004. Réélu en 2006. Retrait.                   | 1993–2003 Parties de Middlesex, Monmouth et Ocean |
| Jim Saxton (en)                 | Républicain                    | 3 janvier 1993 - 3 janvier 2009  | 103e - 110e                                                     | Redécoupage depuis le 13e district et réélu en 1992. Réélu en 1994. Réélu en 1996. Réélu en 1998. Réélu en 2000. Réélu en 2002. Réélu en 2004. Réélu en 2006. Retrait.                   | 2003–2013 Parties de Camden, Burlington et Ocean |
| John Adler                      | Démocrate                      | 3 janvier 2009 - 2011            | 111e                                                            | Élu en 2008. Perd sa réélection. | |
| Jon Runyan                      | Républicain                    | 3 janvier 2011 - 3 janvier 2015  | 112e , 113e                                                     | Élu en 2010. Réélu en 2012. Retrait. | |
| Jon Runyan                      | Républicain                    | 3 janvier 2011 - 3 janvier 2015  | 112e , 113e                                                     | Élu en 2010. Réélu en 2012. Retrait. | 2013–2023 Parties de Burlington et Ocean |
| Tom MacArthur                   | Républicain                    | 3 janvier 2015 - 3 janvier 2019  | 114e , 115e                                                     | Élu en 2014. Réélu en 2016. Perd sa réélection. | |
| Andy Kim                        | Démocrate                      | 3 janvier 2019 - 9 décembre 2024 | 116e - 118e                                                     | Élu en 2018. Réélu en 2020. Réélu en 2022. Retrait pour se présenter comme Sénateur des États-Unis.                                                                                      | |
| Andy Kim                        | Démocrate                      | 3 janvier 2019 - 9 décembre 2024 | 116e - 118e                                                     | Élu en 2018. Réélu en 2020. Réélu en 2022. Retrait pour se présenter comme Sénateur des États-Unis.                                                                                      | 2023–Présent Parties de Burlington, Mercer et Monmouth |

## Résultats des récentes élections

### 2004
| Élection de 2004 du 3e district congressionnel du New Jersey | Élection de 2004 du 3e district congressionnel du New Jersey | Élection de 2004 du 3e district congressionnel du New Jersey | Élection de 2004 du 3e district congressionnel du New Jersey | Élection de 2004 du 3e district congressionnel du New Jersey |
| ------------------------------------------------------------ | ------------------------------------------------------------ | ------------------------------------------------------------ | ------------------------------------------------------------ | ------------------------------------------------------------ |
| Parti                                                        | Parti                                                        | Candidat                                                     | Votes                                                        | %                                                            |
|                                                              | Républicain                                                  | Jim Saxton (en) (sortant)                                    | 195 938                                                      | 63,4                                                         |
|                                                              | Démocrate                                                    | Herb Conaway                                                 | 107 034                                                      | 34,7                                                         |
|                                                              | Indépendant                                                  | R. Edward Forchion                                           | 4 914                                                        | 1,6                                                          |
|                                                              | Indépendant                                                  | Frank Orland                                                 | 976                                                          | 0,3                                                          |
| Total des votes                                              | Total des votes                                              | Total des votes                                              | 308 862                                                      | 100 %                                                        |
|                                                              | Les Républicains conservent                                  |                                                              |                                                              |                                                              |

### 2006
| Élection de 2006 du 3e district congressionnel du New Jersey | Élection de 2006 du 3e district congressionnel du New Jersey | Élection de 2006 du 3e district congressionnel du New Jersey | Élection de 2006 du 3e district congressionnel du New Jersey | Élection de 2006 du 3e district congressionnel du New Jersey |
| ------------------------------------------------------------ | ------------------------------------------------------------ | ------------------------------------------------------------ | ------------------------------------------------------------ | ------------------------------------------------------------ |
| Parti                                                        | Parti                                                        | Candidat                                                     | Votes                                                        | %                                                            |
|                                                              | Républicain                                                  | Jim Saxton (en) (sortant)                                    | 122 559                                                      | 58,4                                                         |
|                                                              | Démocrate                                                    | Rich Sexton                                                  | 86 113                                                       | 41,0                                                         |
|                                                              | Indépendant                                                  | Ken Feduniewicz                                              | 1 179                                                        | 0,6                                                          |
| Total des votes                                              | Total des votes                                              | Total des votes                                              | 209 851                                                      | 100 %                                                        |
|                                                              | Les Républicains conservent                                  |                                                              |                                                              |                                                              |

### 2008
| Élection de 2008 du 3e district congressionnel du New Jersey | Élection de 2008 du 3e district congressionnel du New Jersey | Élection de 2008 du 3e district congressionnel du New Jersey | Élection de 2008 du 3e district congressionnel du New Jersey | Élection de 2008 du 3e district congressionnel du New Jersey |
| ------------------------------------------------------------ | ------------------------------------------------------------ | ------------------------------------------------------------ | ------------------------------------------------------------ | ------------------------------------------------------------ |
| Parti                                                        | Parti                                                        | Candidat                                                     | Votes                                                        | %                                                            |
|                                                              | Démocrate                                                    | John Adler                                                   | 166 390                                                      | 52,1                                                         |
|                                                              | Républicain                                                  | Chris Mayers                                                 | 153 122                                                      | 47,9                                                         |
| Total des votes                                              | Total des votes                                              | Total des votes                                              | 319 512                                                      | 100 %                                                        |
|                                                              | Les Démocrates prennent aux Républicains                     |                                                              |                                                              |                                                              |

### 2010
| Élection de 2010 du 3e district congressionnel du New Jersey | Élection de 2010 du 3e district congressionnel du New Jersey | Élection de 2010 du 3e district congressionnel du New Jersey | Élection de 2010 du 3e district congressionnel du New Jersey | Élection de 2010 du 3e district congressionnel du New Jersey |
| ------------------------------------------------------------ | ------------------------------------------------------------ | ------------------------------------------------------------ | ------------------------------------------------------------ | ------------------------------------------------------------ |
| Parti                                                        | Parti                                                        | Candidat                                                     | Votes                                                        | %                                                            |
|                                                              | Républicain                                                  | Jon Runyan                                                   | 110 215                                                      | 50,0                                                         |
|                                                              | Démocrate                                                    | John Adler (sortant)                                         | 104 252                                                      | 47,3                                                         |
|                                                              | Indépendant                                                  | Peter DeStefano                                              | 3 284                                                        | 1,5                                                          |
|                                                              | Libertarien                                                  | Russ Conger                                                  | 1 445                                                        | 0,7                                                          |
|                                                              | Indépendant                                                  | Lawrence J. Donahue                                          | 1 113                                                        | 0,5                                                          |
| Total des votes                                              | Total des votes                                              | Total des votes                                              | 220 309                                                      | 100 %                                                        |
|                                                              | Les Républicains prennent aux Démocrates                     |                                                              |                                                              |                                                              |

### 2012
| Élection de 2012 du 3e district congressionnel du New Jersey | Élection de 2012 du 3e district congressionnel du New Jersey | Élection de 2012 du 3e district congressionnel du New Jersey | Élection de 2012 du 3e district congressionnel du New Jersey | Élection de 2012 du 3e district congressionnel du New Jersey |
| ------------------------------------------------------------ | ------------------------------------------------------------ | ------------------------------------------------------------ | ------------------------------------------------------------ | ------------------------------------------------------------ |
| Parti                                                        | Parti                                                        | Candidat                                                     | Votes                                                        | %                                                            |
|                                                              | Républicain                                                  | Jon Runyan (sortant)                                         | 174 253                                                      | 53,7                                                         |
|                                                              | Démocrate                                                    | Shelley Adler                                                | 145 509                                                      | 44,9                                                         |
|                                                              | Indépendant                                                  | Robert Forchion                                              | 1 965                                                        | 0,6                                                          |
|                                                              | Indépendant                                                  | Robert Shapiro                                               | 1 104                                                        | 0,3                                                          |
|                                                              | Indépendant                                                  | Frederick John Lavergne                                      | 770                                                          | 0,2                                                          |
|                                                              | Indépendant                                                  | Robert Witterschein                                          | 530                                                          | 0,2                                                          |
|                                                              | Indépendant                                                  | Christopher Dennick                                          | 280                                                          | 0,1                                                          |
| Total des votes                                              | Total des votes                                              | Total des votes                                              | 324 411                                                      | 100 %                                                        |
|                                                              | Les Républicains conservent                                  |                                                              |                                                              |                                                              |

### 2014
| Élection de 2014 du 3e district congressionnel du New Jersey | Élection de 2014 du 3e district congressionnel du New Jersey | Élection de 2014 du 3e district congressionnel du New Jersey | Élection de 2014 du 3e district congressionnel du New Jersey | Élection de 2014 du 3e district congressionnel du New Jersey |
| ------------------------------------------------------------ | ------------------------------------------------------------ | ------------------------------------------------------------ | ------------------------------------------------------------ | ------------------------------------------------------------ |
| Parti                                                        | Parti                                                        | Candidat                                                     | Votes                                                        | %                                                            |
|                                                              | Républicain                                                  | Tom MacArthur                                                | 100 471                                                      | 54,0                                                         |
|                                                              | Démocrate                                                    | Aimee Belgard                                                | 82 537                                                       | 44,3                                                         |
|                                                              | Indépendant                                                  | Frederick John Lavergne                                      | 3 095                                                        | 1,7                                                          |
| Total des votes                                              | Total des votes                                              | Total des votes                                              | 186 103                                                      | 100 %                                                        |
|                                                              | Les Républicains conservent                                  |                                                              |                                                              |                                                              |

### 2016
| Élection de 2016 du 3e district congressionnel du New Jersey | Élection de 2016 du 3e district congressionnel du New Jersey | Élection de 2016 du 3e district congressionnel du New Jersey | Élection de 2016 du 3e district congressionnel du New Jersey | Élection de 2016 du 3e district congressionnel du New Jersey |
| ------------------------------------------------------------ | ------------------------------------------------------------ | ------------------------------------------------------------ | ------------------------------------------------------------ | ------------------------------------------------------------ |
| Parti                                                        | Parti                                                        | Candidat                                                     | Votes                                                        | %                                                            |
|                                                              | Républicain                                                  | Tom MacArthur (sortant)                                      | 194 596                                                      | 59,3                                                         |
|                                                              | Démocrate                                                    | Frederick John Lavergne                                      | 127 526                                                      | 38,9                                                         |
|                                                              | Constitution                                                 | Lawrence W. Berlinski Jr.                                    | 5 938                                                        | 1,8                                                          |
| Total des votes                                              | Total des votes                                              | Total des votes                                              | 328 060                                                      | 100 %                                                        |
|                                                              | Les Républicains conservent                                  |                                                              |                                                              |                                                              |

### 2018
| Élection de 2018 du 3e district congressionnel du New Jersey | Élection de 2018 du 3e district congressionnel du New Jersey | Élection de 2018 du 3e district congressionnel du New Jersey | Élection de 2018 du 3e district congressionnel du New Jersey | Élection de 2018 du 3e district congressionnel du New Jersey |
| ------------------------------------------------------------ | ------------------------------------------------------------ | ------------------------------------------------------------ | ------------------------------------------------------------ | ------------------------------------------------------------ |
| Parti                                                        | Parti                                                        | Candidat                                                     | Votes                                                        | %                                                            |
|                                                              | Démocrate                                                    | Andy Kim                                                     | 153 473                                                      | 50,0                                                         |
|                                                              | Républicain                                                  | Tom MacArthur (sortant)                                      | 149 500                                                      | 48,7                                                         |
|                                                              | Constitution                                                 | Larry Berlinski                                              | 3 902                                                        | 1,3                                                          |
| Total des votes                                              | Total des votes                                              | Total des votes                                              | 306 875                                                      | 100 %                                                        |
|                                                              | Les Démocrates prennent aux Républicains                     |                                                              |                                                              |                                                              |

### 2020
| Élection de 2020 du 3e district congressionnel du New Jersey | Élection de 2020 du 3e district congressionnel du New Jersey | Élection de 2020 du 3e district congressionnel du New Jersey | Élection de 2020 du 3e district congressionnel du New Jersey | Élection de 2020 du 3e district congressionnel du New Jersey |
| ------------------------------------------------------------ | ------------------------------------------------------------ | ------------------------------------------------------------ | ------------------------------------------------------------ | ------------------------------------------------------------ |
| Parti                                                        | Parti                                                        | Candidat                                                     | Votes                                                        | %                                                            |
|                                                              | Démocrate                                                    | Andy Kim (sortant)                                           | 229 840                                                      | 53,2                                                         |
|                                                              | Républicain                                                  | David Richter                                                | 196 327                                                      | 45,5                                                         |
|                                                              | Indépendant                                                  | Martin Weber                                                 | 3 724                                                        | 0,9                                                          |
|                                                              | Indépendant                                                  | Robert Shapiro                                               | 1 871                                                        | 0,4                                                          |
| Total des votes                                              | Total des votes                                              | Total des votes                                              | 431 762                                                      | 100 %                                                        |
|                                                              | Les Démocrates conservent                                    |                                                              |                                                              |                                                              |

### 2022
| Primaire Démocrate de 2022 du 3e district congressionnel du New Jersey | Primaire Démocrate de 2022 du 3e district congressionnel du New Jersey | Primaire Démocrate de 2022 du 3e district congressionnel du New Jersey | Primaire Démocrate de 2022 du 3e district congressionnel du New Jersey | Primaire Démocrate de 2022 du 3e district congressionnel du New Jersey |
| ---------------------------------------------------------------------- | ---------------------------------------------------------------------- | ---------------------------------------------------------------------- | ---------------------------------------------------------------------- | ---------------------------------------------------------------------- |
| Parti                                                                  | Parti                                                                  | Candidat                                                               | Votes                                                                  | %                                                                      |
|                                                                        | Démocrate                                                              | Andy Kim (sortant)                                                     | 39 433                                                                 | 92,8                                                                   |
|                                                                        | Démocrate                                                              | Reuven Hendler                                                         | 3062                                                                   | 7,2                                                                    |

| Primaire Républicaine de 2022 du 3e district congressionnel du New Jersey | Primaire Républicaine de 2022 du 3e district congressionnel du New Jersey | Primaire Républicaine de 2022 du 3e district congressionnel du New Jersey | Primaire Républicaine de 2022 du 3e district congressionnel du New Jersey | Primaire Républicaine de 2022 du 3e district congressionnel du New Jersey |
| ------------------------------------------------------------------------- | ------------------------------------------------------------------------- | ------------------------------------------------------------------------- | ------------------------------------------------------------------------- | ------------------------------------------------------------------------- |
| Parti                                                                     | Parti                                                                     | Candidat                                                                  | Votes                                                                     | %                                                                         |
|                                                                           | Républicain                                                               | Bob Healey                                                                | 17 560                                                                    | 52,9                                                                      |
|                                                                           | Républicain                                                               | Ian Smith                                                                 | 12 709                                                                    | 38,2                                                                      |
|                                                                           | Républicain                                                               | Nicholas Ferrara                                                          | 2 956                                                                     | 8,9                                                                       |

| Élection de 2022 du 3e district congressionnel du New Jersey | Élection de 2022 du 3e district congressionnel du New Jersey | Élection de 2022 du 3e district congressionnel du New Jersey | Élection de 2022 du 3e district congressionnel du New Jersey | Élection de 2022 du 3e district congressionnel du New Jersey |
| ------------------------------------------------------------ | ------------------------------------------------------------ | ------------------------------------------------------------ | ------------------------------------------------------------ | ------------------------------------------------------------ |
| Parti                                                        | Parti                                                        | Candidat                                                     | Votes                                                        | %                                                            |
|                                                              | Démocrate                                                    | Andy Kim (sortant)                                           | 150 498                                                      | 55,5                                                         |
|                                                              | Républicain                                                  | Bob Healey                                                   | 118 415                                                      | 43,6                                                         |
|                                                              | Libertarien                                                  | Christopher Russomanno                                       | 1347                                                         | 0,5                                                          |
|                                                              | Indépendant                                                  | Gregory Sobocinski                                           | 1116                                                         | 0,4                                                          |
| Total des votes                                              | Total des votes                                              | Total des votes                                              | 271 376                                                      | 100 %                                                        |
|                                                              | Les Démocrates conservent                                    |                                                              |                                                              |                                                              |

### 2024
| Primaire Démocrate de 2024 du 3e district congressionnel du New Jersey | Primaire Démocrate de 2024 du 3e district congressionnel du New Jersey | Primaire Démocrate de 2024 du 3e district congressionnel du New Jersey | Primaire Démocrate de 2024 du 3e district congressionnel du New Jersey | Primaire Démocrate de 2024 du 3e district congressionnel du New Jersey |
| ---------------------------------------------------------------------- | ---------------------------------------------------------------------- | ---------------------------------------------------------------------- | ---------------------------------------------------------------------- | ---------------------------------------------------------------------- |
| Parti                                                                  | Parti                                                                  | Candidat                                                               | Votes                                                                  | %                                                                      |
|                                                                        | Démocrate                                                              | Herbert C. Conaway Jr.                                                 | 27 528                                                                 | 49,6                                                                   |
|                                                                        | Démocrate                                                              | Carol Murphy                                                           | 14 049                                                                 | 25,3                                                                   |
|                                                                        | Démocrate                                                              | Joseph Cohn                                                            | 6517                                                                   | 11,7                                                                   |
|                                                                        | Démocrate                                                              | Sarah Schoengood                                                       | 5524                                                                   | 10,0                                                                   |
|                                                                        | Démocrate                                                              | Brian Schkeeper                                                        | 4862                                                                   | 3,4                                                                    |

| Primaire Républicaine de 2024 du 3e district congressionnel du New Jersey | Primaire Républicaine de 2024 du 3e district congressionnel du New Jersey | Primaire Républicaine de 2024 du 3e district congressionnel du New Jersey | Primaire Républicaine de 2024 du 3e district congressionnel du New Jersey | Primaire Républicaine de 2024 du 3e district congressionnel du New Jersey |
| ------------------------------------------------------------------------- | ------------------------------------------------------------------------- | ------------------------------------------------------------------------- | ------------------------------------------------------------------------- | ------------------------------------------------------------------------- |
| Parti                                                                     | Parti                                                                     | Candidat                                                                  | Votes                                                                     | %                                                                         |
|                                                                           | Républicain                                                               | Rajesh Mohan                                                              | 13 011                                                                    | 38,0                                                                      |
|                                                                           | Républicain                                                               | Shirley Maia-Cusick                                                       | 10 507                                                                    | 30,6                                                                      |
|                                                                           | Républicain                                                               | Michael Francis Faccone                                                   | 5812                                                                      | 17,0                                                                      |
|                                                                           | Républicain                                                               | Gregory Sobocinski                                                        | 4947                                                                      | 14,4                                                                      |

| Élection de 2024 du 3e district congressionnel du New Jersey | Élection de 2024 du 3e district congressionnel du New Jersey | Élection de 2024 du 3e district congressionnel du New Jersey | Élection de 2024 du 3e district congressionnel du New Jersey | Élection de 2024 du 3e district congressionnel du New Jersey |
| ------------------------------------------------------------ | ------------------------------------------------------------ | ------------------------------------------------------------ | ------------------------------------------------------------ | ------------------------------------------------------------ |
| Parti                                                        | Parti                                                        | Candidat                                                     | Votes                                                        | %                                                            |
|                                                              | Démocrate                                                    | Herb Conaway                                                 | TBD                                                          | TBD                                                          |
|                                                              | Républicain                                                  | Rajesh Mohan                                                 | TBD                                                          | TBD                                                          |
|                                                              | Indépendant                                                  | Gregory Sobocinski                                           | TBD                                                          | TBD                                                          |
|                                                              | Libertarien                                                  | Christopher Russomanno                                       | TBD                                                          | TBD                                                          |
| Total des votes                                              | Total des votes                                              | Total des votes                                              | TBD                                                          | 100 %                                                        |
|                                                              |                                                              |                                                              |                                                              |                                                              |